# Stanislaus Hosius
Stanislaus Hosius, född 5 maj 1504, död 5 augusti 1579, var en polsk katolsk präst av tysk börd.
Hosius blev biskop i Ermeland 1551 och kardinal 1561. Hosius var en av den katolska motreformationens främsta krafter, införde jesuitorden i Polen och sökte förena den polska nationalismen med nitälskan för den katolska tron. Han stod i brevväxling med Johan III i syfte att få katolicismen återinförd i Sverige.